# March of the Eagles
March of the Eagles (tạm dịch: Cuộc hành quân của bầy diều hâu) là trò chơi máy tính thuộc thể loại đại chiến lược do hãng Paradox Interactive đồng phát triển và phát hành vào ngày 19 tháng 2 năm 2013. Trọng tâm của game xoay quanh khoảng thời gian 1805-1820. Game được coi là một phần tiếp theo của Napoleon's Campaigns của AGEOD và lúc đầu mang tên Napoleon's Campaigns II. Khi Paradox mua lại AGEOD họ đã phát triển và đổi tên tựa game. Virtual Programming đã phát hành phiên bản Mac OS X của game vào ngày 9 tháng 5 năm 2013.

## Lối chơi
March of the Eagles là một game cho phép người chơi điều khiển bất kỳ các cường quốc châu Âu trong các cuộc chiến tranh của Napoléon. Giống như các tựa game chiến lược khác của Paradox, người chơi đưa ra quyết định dựa trên các yếu tố là quân đội, sản xuất và ngoại giao. March of the Eagles còn kết hợp các điều kiện chiến thắng khác nhau cho các quốc gia khác nhau.
Trong game thì Pháp bắt đầu với cường quốc có lục quân khá mạnh trong khi Anh thì lại chiếm ưu thế với sức mạnh hải quân. Trọng tâm chính của trò chơi là dựa trên các liên minh, liên minh có thể được hình thành chỉ bằng một trong hai quyền lực thống trị. Vì vậy, nếu Nga thay thế sức mạnh lục quân của Pháp thì sẽ dẫn dắt liên minh chống lại sức mạnh hải quân chiếm ưu thế (của Vương quốc Anh ngay từ đầu). Một sổ cái trong game sẽ cho phép người chơi theo dõi những phe chiếm ưu thế và những đối thủ gần nhất của họ. Bất kỳ quốc gia nào khác có thể trở thành kẻ thống trị bằng cách kiểm soát các tỉnh riêng biệt. Đối với các nước lớn, có ưu thế về lục quân và hải quân là những yếu tố quan trọng trong chiến thắng, riêng các nước nhỏ thì còn phụ thuộc vào sự thành công từ liên minh của người chơi có thể dẫn đến chiến thắng.
Trò chơi cũng sử dụng khái niệm "ý tưởng" (ideals) để thay thế cây công nghệ được dùng trong các game tương tự của Paradox. Điểm ý tưởng có được thông qua các trận chiến và việc để thua trận còn giúp quốc gia của người chơi kiếm được nhiều điểm ý tưởng hơn là giành chiến thắng, do đó giúp cân bằng game hơn. Ý tưởng có thể ảnh hưởng trên phạm vi rộng toàn quốc, tác động đến bộ chiến, hải chiến tài chính và nhân lực. Các cường quốc cũng có một phần ý tưởng đặc trưng cho riêng họ. Không giống như một số game chiến lược khác của Paradox, người chơi có thể tùy chỉnh sự bố trí của quân đội (ví dụ) xác định hướng mà đơn vị đi hai bên sườn.

### Phe phái
các phe phái trong game gồm:
- Đế quốc Pháp
- Đế quốc Áo
- Đế quốc Ottoman
- Vương quốc Tây Ban Nha
- Vương quốc Thụy Điển
- Vương quốc Anh
- Đế quốc Nga
- Vương quốc Phổ

Ngoài ra còn những phe nhỏ hơn bao gồm các quốc gia châu Âu khác tồn tại vào năm 1805.

## Phát triển
Chris King (là người tham gia vào các game khác của Paradox như Victoria II và Sengoku) là nhà thiết kế game của March of the Eagles. Ban đầu nó được gọi là "Napoleon's Campaigns 2". Bản gốc "Napoleon's Campaigns" được AGEOD phát hành vào năm 2007, rồi sau Paradox mua lai công ty này vào tháng 12 năm 2009. Paradox đã có viễn cảnh để tạo ra các bản vẽ của phần tiếp theo dựa trên những ảnh hưởng chiến tranh của Hearts of Iron, vẻ ngoài và cảm nhận của Europa Universalis cùng khả năng "chiến thắng" chẳng hạn như trong Sengoku. Phiên bản thử nghiệm được phát hành vào tháng 8 năm 2012.

## Đón nhận
Sau khi phát hành, March of the Eagles nhận được lời đánh giá nhìn chung khá tốt từ giới phê bình như Metacritic đã cho số điểm trung bình là 73. Viết về game này, IGN cho biết: "March of the Eagles có thể có tham vọng hạn chế hơn so với những họ hàng đại chiến lược của nó, nhưng trong giới hạn mục tiêu của mình thì trò chơi đã thành công rõ rệt hơn. Đó là một kinh nghiệm chiến lược tương đối ngắn và dễ tiếp cận đủ tốt cho một mình và hay hơn với bạn bè". Game còn nhận được lời khen ngợi về chế độ chơi mạng nói riêng. Destructoid cho biết: "ngoại giao, đâm lén và sự cạnh tranh mà tôi rất thích vẫn còn nguyên vẹn rất nhiều khi bạn thêm vào các đối thủ người chơi, đặc biệt là trong thiết lập chơi qua LAN và nó đã thực sự là một trong những trải nghiệm thú vị nhất mà tôi từng có với một tựa game đại chiến lược."